# Collina glabicira
Collina glabicira Urquhart, 1891 è un ragno appartenente alla famiglia Araneidae.
È l'unica specie nota del genere Collina.

## Distribuzione
L'unica specie oggi nota di questo genere è stata reperita in Tasmania.

## Tassonomia
Dal 1891 non sono stati esaminati altri esemplari, né sono state descritte sottospecie al 2014.